# Pierre-Marius-Frédéric Pascal
Ne doit pas être confondu avec Frédéric Pascal.
Pour les articles homonymes, voir Pascal.
Pierre-Marius-Frédéric Pascal (né le 28 octobre 1801 à Marseille et mort le 1er mai 1862 dans sa ville natale), est un banquier et homme politique français.

## Biographie
Frédéric Pascal était banquier à Marseille ; il avait succédé à son père, Pierre Pascal II, ancien président du tribunal de commerce. 
Frédéric Pascal fut à son tour membre de la chambre de commerce, conseiller municipal, juge et président du tribunal de commerce de Marseille. 
Conservateur-monarchiste, il fut élu, le 13 mai 1849, représentant des Bouches-du-Rhône à l'Assemblée législative. Il siégea à droite, vota avec la majorité, pour l'expédition de Rome, pour la loi Falloux-Parieu sur l'enseignement, pour la loi restrictive du suffrage universel, et ne fit pas partie d'autres assemblées.
Il est le beau-père du marquis Charles Law de Lauriston (1824-1908), fils d'Auguste Jean Alexandre Law de Lauriston.

## Sources
- « Pierre-Marius-Frédéric Pascal », dans Adolphe Robert et Gaston Cougny, Dictionnaire des parlementaires français, Edgar Bourloton, 1889-1891 [détail de l’édition]